# كأس المكسيك 1949-50
كأس المكسيك 1949-50 (بالإسبانية: Copa México 1949-50)‏ هو الموسم 34 من كأس المكسيك. أشرف على تنظيمه اتحاد المكسيك لكرة القدم، وكان عدد الأندية المشاركة فيه 14، وفاز فيه نادي أطلس.